# Coppa di Montenegro (pallavolo maschile)
La Coppa di Montenegro di pallavolo maschile è un torneo nazionale montenegrino, organizzato dalla Federazione pallavolistica del Montenegro.
La prima edizione del torneo si è giocata nell'annata 2006-07, a seguito della divisione del Montenegro dalla Serbia e le prime tre edizioni del trofeo hanno visto il dominio del Budućnost Podgorica, a cui hanno fatto seguito sette trionfi consecutivi del Budvanska rivijera e quindi due vittorie di seguito dello Jedinstvo Bijelo Polje.

## Albo d'oro
| Edizione         | Edizione          | Podio                  | Podio                                     | Podio                  |
| Anno             | Sede della finale | Campione               | Risultato                                 | Finalista              |
| ---------------- | ----------------- | ---------------------- | ----------------------------------------- | ---------------------- |
| 2006-07 Dettagli | -                 | Budućnost Podgorica    | 3 - 2 (25-16, 21-25, 25-20, 18-25, 15-13) | Budvanska rivijera     |
| 2007-08 Dettagli | -                 | Budućnost Podgorica    | 3 - 1 (25-20, 25-21, 18-25, 25-23)        | Budvanska rivijera     |
| 2008-09 Dettagli | -                 | Budućnost Podgorica    | 3 - 1 (25-23, 19-25, 26-24, 25-23)        | Budvanska rivijera     |
| 2009-10 Dettagli | -                 | Budvanska rivijera     | 3 - 0 (25-16, 25-20, 25-21)               | Budućnost Podgorica    |
| 2010-11 Dettagli | -                 | Budvanska rivijera     | 3 - 0 (25-22, 25-23, 25-19)               | Budućnost Podgorica    |
| 2011-12 Dettagli | Budua             | Budvanska rivijera     | 3 - 1 (25-13, 23-25, 25-12, 25-20)        | Budućnost Podgorica    |
| 2012-13 Dettagli | Budua             | Budvanska rivijera     | 3 - 0 (25-19, 25-19, 25-13)               | Budućnost Podgorica    |
| 2013-14 Dettagli | Nikšić            | Budvanska rivijera     | 3 - 0 (25-20, 25-17, 25-19)               | Budućnost Podgorica    |
| 2014-15 Dettagli | Bijelo Polje      | Budvanska rivijera     | 3 - 0 (25-16, 25-21, 25-14)               | Star Nikšić            |
| 2015-16 Dettagli | Pljevlja          | Budvanska rivijera     | 3 - 0 (25-17, 25-23, 25-17)               | Jedinstvo Bijelo Polje |
| 2016-17 Dettagli | Bijelo Polje      | Jedinstvo Bijelo Polje | 3 - 1 (25-20, 16-25, 25-20, 27-25)        | Budvanska rivijera     |
| 2017-18 Dettagli | Bijelo Polje      | Jedinstvo Bijelo Polje | 3 - 0 (25-17, 25-22, 25-17)               | Budućnost Podgorica    |
| 2018-19 Dettagli | Budua             | Budva                  | 3 - 0 (25-17, 25-19, 25-22)               | Jedinstvo Bijelo Polje |
| 2019-20 Dettagli | Podgorica         | Budva                  | 3 - 0 (25-15, 25-15, 25-7)                | Jedinstvo Bijelo Polje |
| 2020-21 Dettagli | Antivari          | Budva                  | 3 - 0 (25-18, 25-21, 25-14)               | Budućnost Podgorica    |
| 2021-22 Dettagli | Podgorica         | Budva                  | 3 - 2 (25-19, 25-19, 25-27, 23-25, 15-7)  | Budućnost Podgorica    |
| 2022-23 Dettagli | Castelnuovo       | Budva                  | 3 - 0 (25-17, 25-21, 25-14)               | Budućnost Podgorica    |
| 2023-24 Dettagli | Bijelo Polje      | Budva                  | 3 - 0 (25-21, 26-24, 25-22)               | Jedinstvo Bijelo Polje |